# Sjunnendammen
Sjunnendammen är en sjö i Vetlanda kommun i Småland och ingår i Emåns huvudavrinningsområde. Sjön är 4,7 meter djup, har en yta på 0,122 kvadratkilometer och befinner sig 169,2 meter över havet. Sjön avvattnas av vattendraget Emån.

## Delavrinningsområde
Sjunnendammen ingår i det delavrinningsområde (636601-145903) som SMHI kallar för Mynnar i Emån. Medelhöjden är 202 meter över havet och ytan är 46,35 kvadratkilometer. Räknas de 47 delavrinningsområdena uppströms in blir den ackumulerade arean 733,95 kvadratkilometer. Emån som avvattnar avrinningsområdet har biflödesordning 2, vilket innebär att vattnet flödar genom totalt 2 vattendrag innan det når havet efter 149 kilometer. Delavrinningsområdet består mestadels av skog (67 procent) och jordbruk (16 procent). Avrinningsområdet har 0,12 kvadratkilometer vattenytor vilket ger det en sjöprocent på 0,2 procent. Bebyggelsen i området täcker en yta av 2,34 kvadratkilometer eller 5 procent av avrinningsområdet.